# Maximilian Perty
Josef Anton Maximilian Perty (Ornbau, 17 settembre 1804 – Berna, 8 agosto 1884) è stato un naturalista, entomologo e aracnologo tedesco.
Professore di storia naturale all'Università di Berna, si occupò prevalentemente di insetti, in modo particolare di ditteri e di ragni.

## Taxa descritti
- Actinopus Perty, 1833, ragno (Actinopodidae)
- Aleuron chloroptera (Perty, [1833]), lepidottero (Sphingidae)
- Avicularia ochracea (Perty, 1833), ragno (Theraphosidae)
- Hogna ornata (Perty, 1833), ragno (Lycosidae)
- Hypognatha scutata (Perty, 1833), ragno (Araneidae)
- Idiops Perty, 1833, ragno (Idiopidae)
- Micrathena flaveola Perty, 1839, ragno (Araneidae)
- Phoneutria Perty, 1833, ragno (Ctenidae)
- Phoxinus varius Perty, 1832[1], pesce (Cyprinidae)
- Psecas sumptuosus (Perty, 1833), ragno (Salticidae)
- Selenops spixi Perty, 1833, ragno (Selenopidae)
- Sphecotypus niger (Perty, 1833), ragno (Corinnidae)
- Thaumasia Perty, 1833, ragno (Pisauridae)
- Trigonopsis Perty, 1833, imenottero (Sphecidae)

## Denominati in suo onore
- Actinopus pertyi (Lucas, 1843), ragno (Actinopodidae)
- Amicus pertyi Simon, 1833, ragno (Salticidae)
- Phoneutria pertyi (F.O.P.-Cambridge, 1897), ragno (Ctenidae)

## Studi e ricerche
- Observationes nonnulae in Coleoptera Indiae orientalis, Monaco, 1831.
- Allgemeine Naturgeschichte als philosophische und Humanitätswissenschaft, 1837–1846
- Delectus Animalium Articulatorum quae in itinere per Brasiliam Annis MDCCCXVII - MDCCCXX Iussu et Auspiciis Maximiliani Josephi I. Bavariae Regis Augustissimi, percato collegerunt Dr J. B. de Spix et Dr. C. F. Ph. de Martius. (1830- 1834)
- Ueber die höhere Bedeutung der Naturwissenschaften und ihren Standpunkt in unserer Zeit. Eine akademische Eröffnungsrede, Berna, 1835
- Zur Kenntniss kleinster Lebensformen, 1852
- Grundzüge der Ethnographie, Lipsia e Heidelberg, 1859
- Die mystischen Erscheinungen in der menschlichen Natur. Lipsia, 1861 (2ª edizione nel 1872, in 2 volumi)
- Die Realitat magischer Krafte und Wirkungen des Menschen gegen die Widersacher vertheidigt. Ein Supplement zu des Verfassers „Mystischen Erscheinungen der menschlichen Natur“, 1863
- Über das Seelenleben der Tiere (Lipsia e Heidelberg, 2. 1865: riedizione nel 1876)
- Die Natur im Licht philosophischer Anschauung (Lipsia e Heidelberg) (1869)
- Blicke in das verborgene Leben des Menschengeistes, Leipzig und Heidelberg 1869
- Der jetzige Spiritualismus und verwandte Erfahrungen der Vergangenheit und Gegenwart. Ein Supplement zu des Verfassers „Mystischen Erscheinungen der menschlichen Natur“, 1877
- Erinnerungen aus dem Leben eines Natur- und Seelenforschers des 19. Jahrhunderts (Lipsia e Heidelberg) (1879)

## Collezioni
Le collezioni degli esemplari reperiti e studiati da Perty sono all'Università di Berna e al Zoologische Staatssammlung, di Monaco